# Obležení Leningradu
Obležení Leningradu, často též blokáda Leningradu (rusky блокада Ленинграда, německy Leningrader Blockade) bylo více než dva roky trvající obléhání sovětského města Leningradu skupinou armád Sever nacistického Německa a jeho finským spojencem na východní frontě druhé světové války. Svou délkou 872 dní (od 8. září 1941 do 27. ledna 1944) se tato událost zařadila k nejdelším obléhacím vojenským operacím v dějinách válek a množstvím obětí šlo pravděpodobně o vůbec nejkrvavější obléhání v historii.
Německé jednotky nedokázaly splnit původní zadání a dobýt dobře opevněné město jediným úderem, musely je tedy oblehnout. Obležení však nebylo dokonalé a některé zásobovací trasy se nepodařilo uzavřít zcela (např. tzv. „Cesta života“, tj. ledová silnice přes Ladožské jezero). Efektivitě obléhání uškodil i fakt, že Finsko odmítlo podílet se na útoku na město a zakázalo i jakékoliv významnější použití svého území pro tento útok.
Obě strany zaznamenaly v této operaci rozsáhlé ztráty vojáků i techniky a ve městě zemřel hladem odhadem jeden milion lidí, zejména na počátku obležení v zimě 1941/1942. Postupem času se podařilo část lidí evakuovat a v průběhu roku 1943 se stále více nahlodávalo obklíčení města a obnovovaly dodávky potravin i munice, až se v lednu 1944 obležení definitivně zhroutilo. Celkový počet civilních obětí obležení Leningradu byl větší, než souhrnný počet obětí bombardování Hamburku, Drážďan, Hirošimy a Nagasaki. Sovětský svaz při něm ztratil více vojáků než Američané a Britové v celé válce dohromady.

## Pozadí
Leningrad (dnes Petrohrad neboli Sankt-Petěrburg), jakožto druhé největší město SSSR, důležité průmyslové centrum, základna Baltského loďstva a významný komunikační uzel byl od počátku bojů jedním z primárních cílů německého útoku v rámci Operace Barbarossa. Město bylo nesmírně důležitým průmyslovým centrem. Bylo výrobcem oceli, lokomotiv, centrem strojírenského a elektrotechnického průmyslu. Ve městě se také nalézal největší gumárenský závod v Evropě.

## Útok na Leningrad

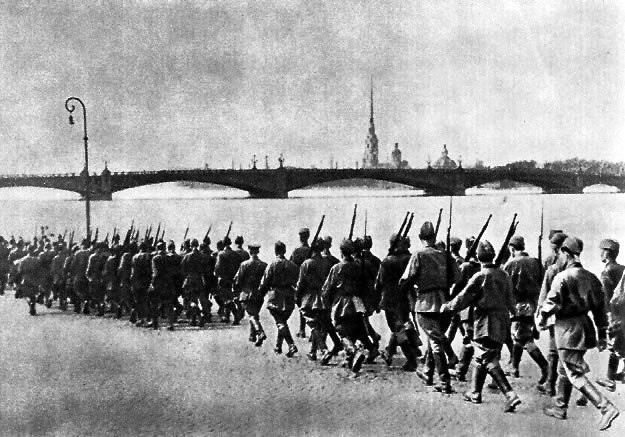
Mobilizace v Leningradě v létě 1941

Útok na Leningrad představoval v rámci Operace Barbarossa důležitý cíl, který byl úkolem německé skupiny armád Sever pod vedením polního maršála von Leeba. Útok na celé frontě začal 22. června 1941 a přes odpor sovětských pohraničních jednotek zaznamenal Wehrmacht významný postup. Dne 24. června postoupil do hloubky 70 km, ale zde narazil na odpor Rudé armády. Ta používala k protiútokům nové tanky T-34, KV-1 a KV-2, které odolávaly střelám stávajících německých tanků, a proto musela k jejich zneškodnění použít těžké flaky (především protiletadlové kanóny ráže 88 mm) a letectvo. Rychlý postup na severovýchod mohl úspěšně pokračovat i díky tomu, že v Pobaltí byla poměrně hustá silniční síť, což umožňovalo rychlé přesuny německých tankových a motorizovaných jednotek. Sovětská obrana se na přelomu června a července zkonsolidovala a připravila se k obraně na Stalinově linii, která ležela na staré ruské hranici. O tuto linii se vedly tvrdé boje, avšak Němci ji dokázali prorazit a 9. července obsadili Pskov. Další směr útoku pokračoval v prostoru mezi Ilmeňským a Čudským jezerem. Mezitím došlo k útoku Finska na Leningrad ze severu. Tvrdé boje Rudé armády s Wehrmachtem a jednotkami Waffen-SS pokračovaly na přístupech k Leningradu během července a srpna. Počátkem září stanuly německé jednotky již před vnějším leningradským opevněním, o které se rozhořely prudké boje. Dne 8. září se však německým jednotkám podařilo uzavřít kruh kolem města, které zůstalo přístupné pouze ze vzduchu nebo přes vody Ladožského jezera. Prudké útoky na město dále pokračovaly a situace obránců byla velmi kritická, sovětské obraně v září velel armádní generál Georgij Konstantinovič Žukov. Obraně města tehdy velmi pomáhalo lodní dělostřelectvo pálící z válečných lodí Baltského loďstva. 12. září 1941 přišla zpráva z německého hlavního stanu, že Leningrad nemá být obsazen, ale jen obklíčen. Německé útočné tankové a letecké svazky byly staženy a poslány na doplnění vojsk, která utrpěla těžké ztráty v bojích u Smolenska a která potřebovala doplnit síly k dalšímu útoku na Moskvu.

## Obležení města

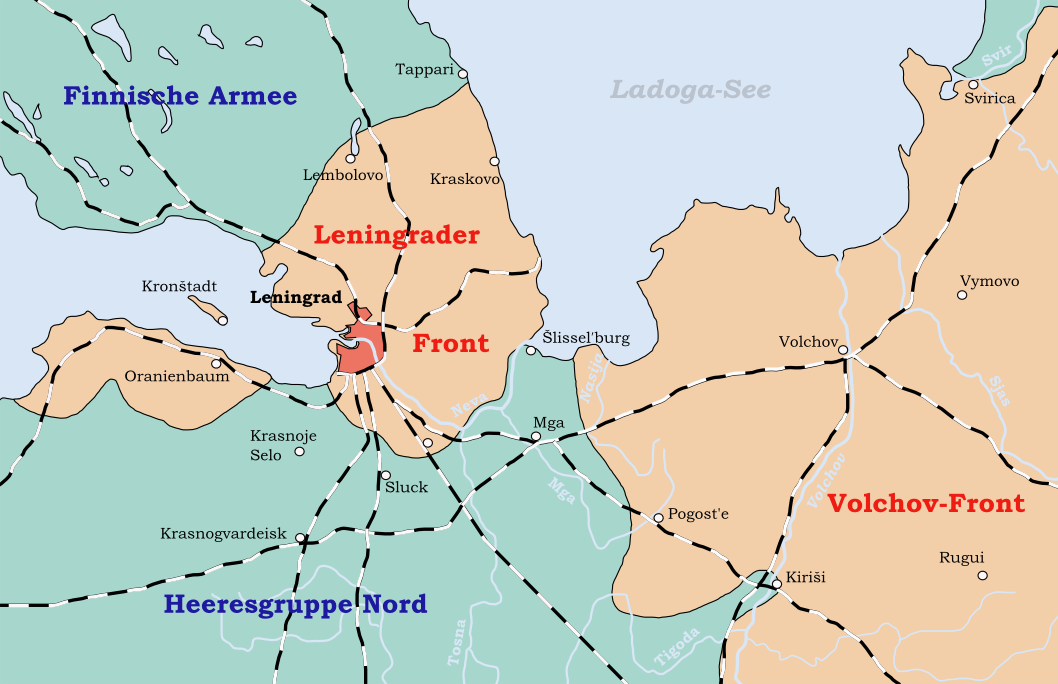
Mapa obležení Leningradu květen 1942 - leden 1943

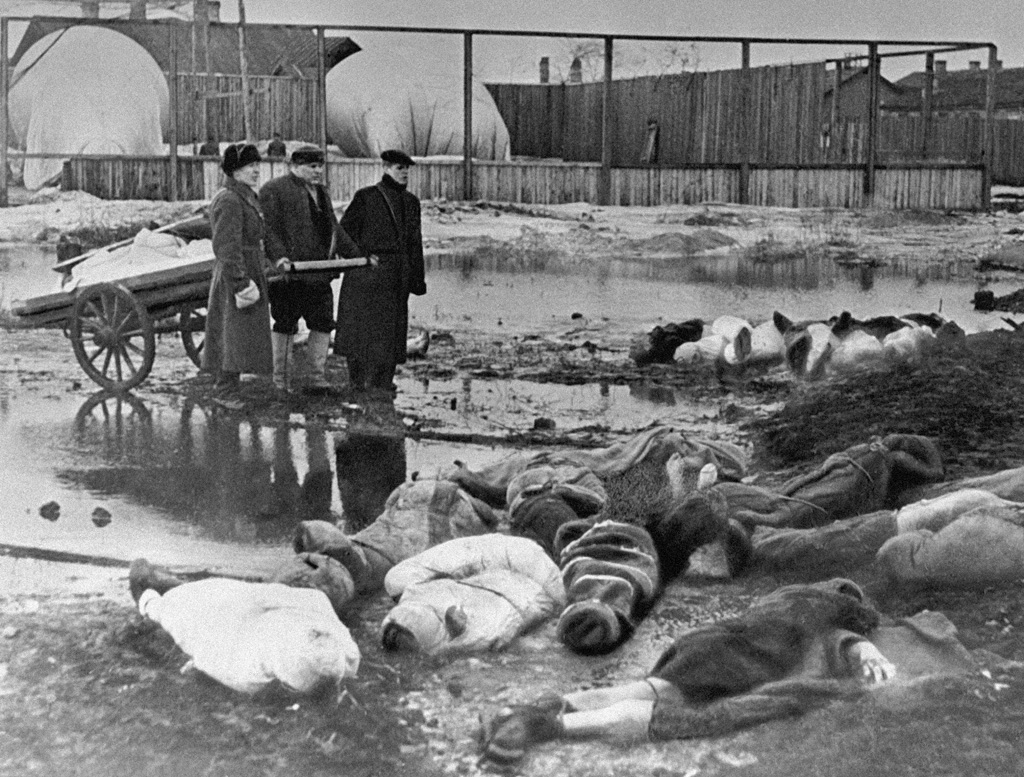
Oběti blokády jsou pohřbívány na hřbitově Volkovo, říjen 1942

Město Leningrad bylo obleženo německými a finskými vojsky téměř 900 dnů. Nad městem docházelo k urputným leteckým soubojům, do boje se zapojili i námořníci z vyřazených lodí, včetně revolučního křižníku Aurora. Hitler používal ke zničení města jakýchkoliv prostředků včetně toho, že v některých dnech na něj nasměroval přes 1000 bombardérů současně. I když německé jednotky do města nikdy nevstoupily, byly ztráty na lidských životech v obleženém městě ohromné. Zahynulo přes půl milionu civilistů. Okupační vojska tehdy vyplenila blízká, historicky významná města.
V průběhu blokády se zásoby potravin v obleženém Leningradě rychle tenčily a došlo k prudkému snížení přídělů. V této chvíli závisel osud města na vodní trase přes Ladožské jezero. V důsledku blokády se denní dávky chleba snížily na 250 gramů pro dělníky a techniky a 125 gramů pro kancelářské pracovníky, rodinné příslušníky a děti, což stěží postačovalo k tomu, aby se normální člověk udržel při životě. V zimě 1941/1942 bylo město téměř bez elektrického proudu. Dopravu na ulicích vyřadily silné mrazy a voda se musela přivážet ze zamrzlé řeky Něvy.
Rozhodnutí přejít od dobytí k obléhání Leningradu patrně vyvolal i postoj Finů. Polní maršál Carl Gustaf Emil Mannerheim, nejvyšší finský velitel, nechtěl překročit starou finskou hranici na Karelské šíji a zaútočit na Leningrad. Maršál ve svých pamětech vysvětluje, že nechtěl, aby se finská vojska podílela na předpokládaném hrozném zničení Leningradu. Mannerheim tak zůstal věrný své zásadě „aktivní obranné války“, ze které se neměla stát válka dobyvatelská.
Z vojenského hlediska by pádem Leningradu a kotle u Oranienbaumu bylo odzbrojeno téměř 40 sovětských divizí. Stejně velký význam by mělo i vyřazení Leningradu jako zbrojního centra. Vždyť tanková továrna i dělové a muniční závody po celou válku vyráběly a zásobovaly Rudou armádu dodávkami zbraní. Pád Leningradu by navíc uvolnil 18. německou armádu pro jiné operace, zatímco tady musela až do roku 1944 hrát úlohu stráží.

## Energetická blokáda

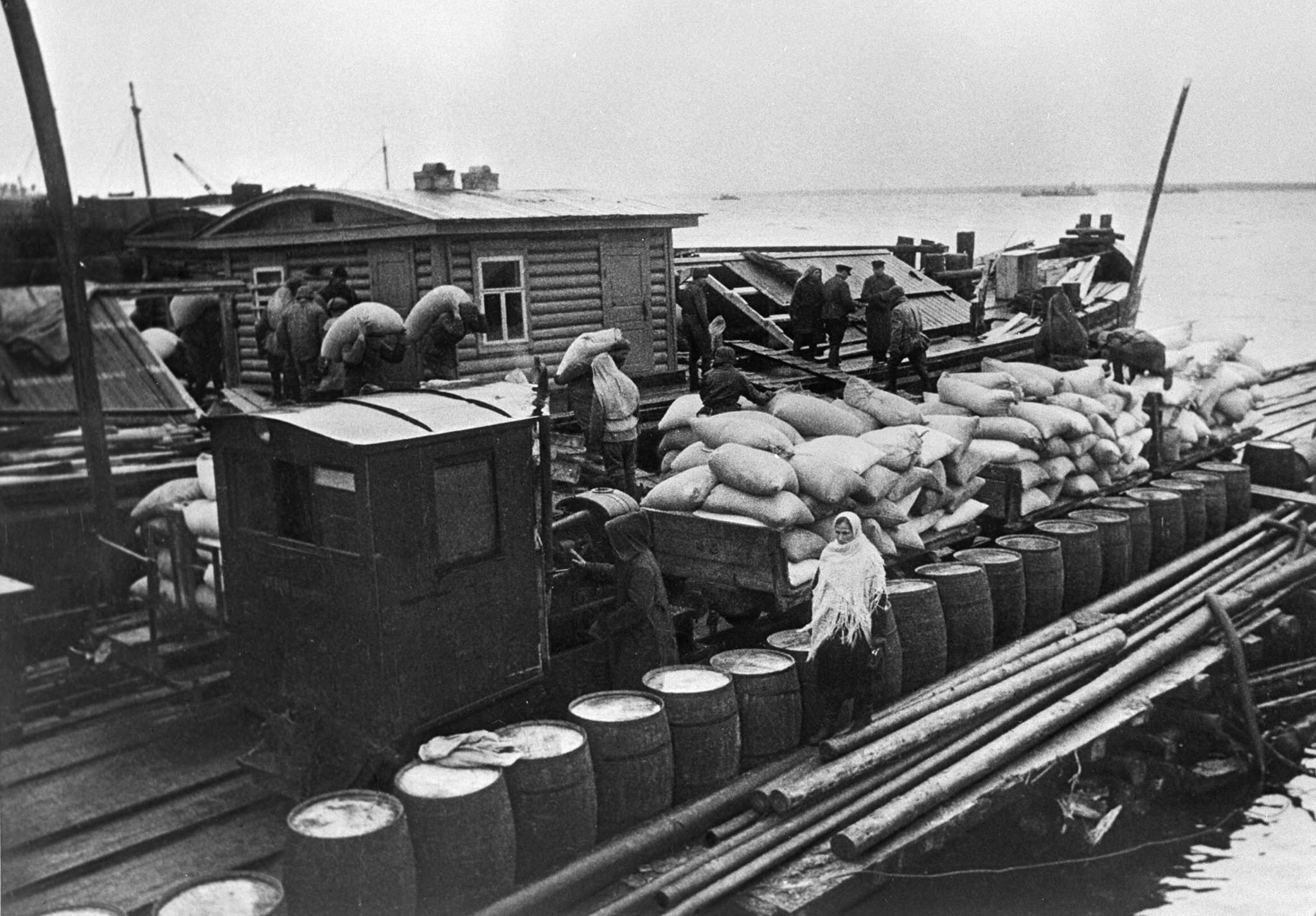
Vykládaní zásob z člunu u Ladožského jezera na úzkorozchodný vlak v roce 1942

Na počátku obležení postačovaly zásoby ropných produktů na tři týdny běžného provozu, zásoby uhlí pro 80 dnů a zásoby palivového dříví pro 18 dnů. Ve městě pracovala jediná tepelná elektrárna, která stejně jako ojedinělé lokální zdroje elektřiny byla přebudována na spalování dříví. V prosinci 1941 činila výroba elektrické energie jednu sedminu předválečné výroby. Neustálé omezování trolejbusové a tramvajové dopravy skončilo v lednu 1942 konečným zastavením veřejné dopravy. Energetický výdaj na dvou až tříhodinovou cestu do práce a zpět se projevil nejen v pracovních výkonech, ale i v samotné úmrtnosti. Lidé umírali náhle při chůzi do práce na následky vyčerpání hladem a chladem. Elektřinou byly zásobovány pouze nemocnice, palác Smolnyj a pekárny. Jediné zásoby fosilního paliva ležely v rašeliništích v okolí města. Velení města rozhodlo o použití 14 000 obyvatel pro těžbu zmrzlých kusů rašeliny. Jednalo se většinou o ženy ve věku od 14 let při přídělech 250 g chleba denně. Přesto dodávky umožnily roztopení kotle tepelné elektrárny Rudý říjen ve čtvrti Zátoka Utky na břehu Něvy. Pro potřeby energetiky byl použit i materiál z 15 000 dřevěných domů. V březnu 1942 se tak dostaly do pohybu opět první nákladní tramvaje, o měsíc později bylo zprovozněno šest tras osobní dopravy.
Skončila první, nejstrašnější zima v období blokády města. Spolu s ústupem mrazů prudce poklesla i úmrtnost na následky vyčerpání. Postup německých armád se zastavil a fronta se stabilizovala i v okolí Leningradu. Hranice mezi Volchovským frontem a skupinou armád Sever probíhala řekou Volchov jižně od vodní elektrárny. Přes četné letecké útoky nebyla vodní elektrárna zničena. Jižní pobřeží Ladožského jezera však zůstalo pod dohledem Němců. Jediné spojení s Volchovem umožňovalo opět Ladožské jezero. Byl vypracován plán na spojení města a elektrárny pomocí kabelu, položeného na dno jezera.

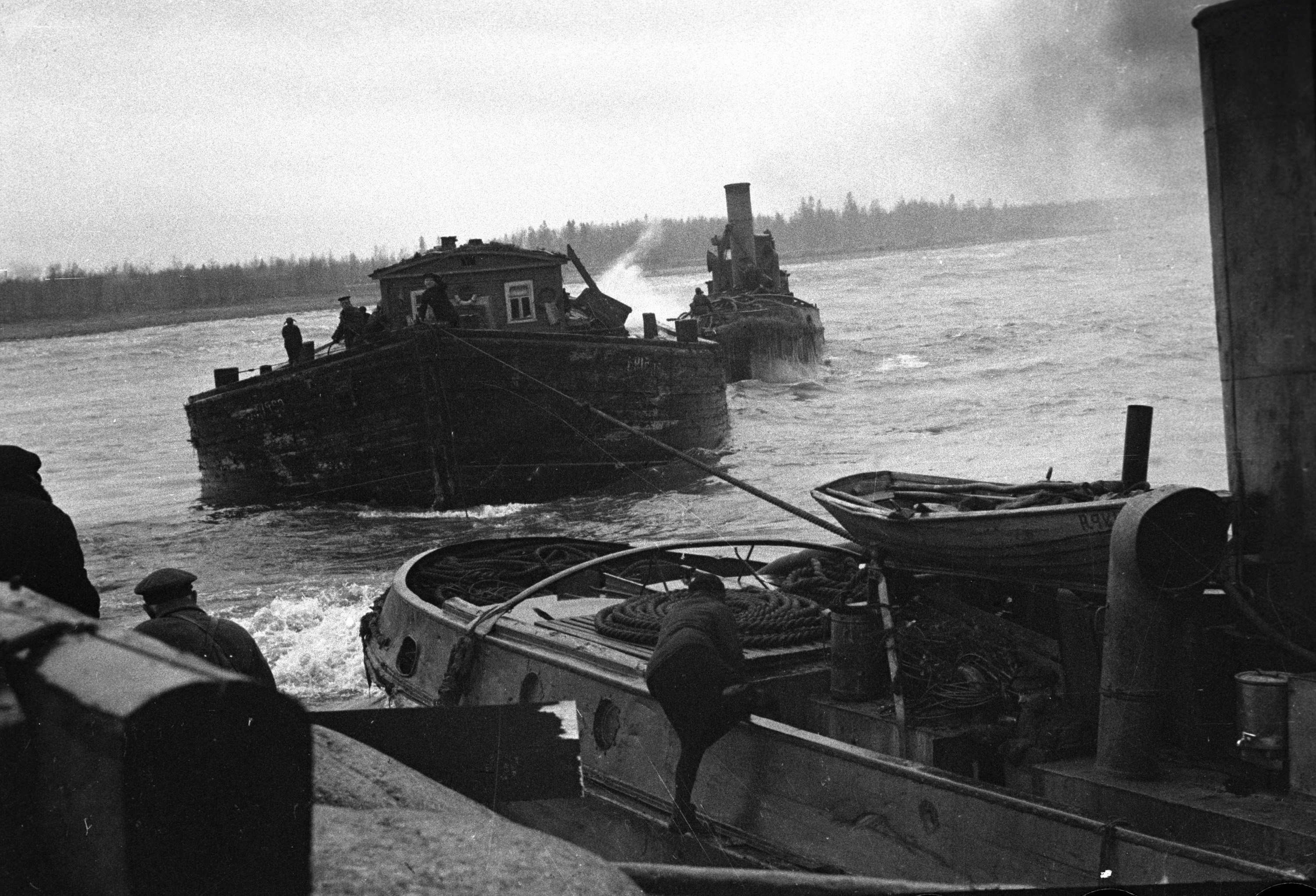
Převoz zásob přes Ladožské jezero

Na cíle energetického významu bylo svrženo přes 300 klasických a 1000 zápalných bomb a vypáleno přes 3 000 granátů kalibru přes 150 mm. Mezi cíli nepřátelských útoků se ocitl i závod Sevkabel, který byl koncem roku 1941 zcela opuštěn. Po obnovení provozu v březnu 1942 dokázal do konce léta vyrobit 200 t měděného drátu a 300 t kabelu o celkové délce přes 100 km. Nedostatek izolačního materiálu vyřešila Státní tiskárna cenin, která uvolnila pro potřeby izolace kabelu potřebné množství papíru s vodoznakem. Kabel, který dostal název Kabel života, tak získal i přezdívku Kabel s penězi. Koncem léta 1942 během utajené operace bylo v průběhu 46 nocí položeno 5 kabelů na délce přes 20 km na dno Ladožského jezera ve vzdálenosti 20 až 25 km od okupovaného břehu. V elektrárně Volchov byla instalována soustrojí, která byla před rokem před postupující frontou odvezena za Ural a která nyní poskytla elektrickou energii odpovídající výkonu řeky při nízkých podzimních a zimních průtocích. 23. září 1942 začal do obleženého Leningradu od řeky Volchov téct pod napětím 10 kV proud, poskytující příkon mezi 20 až 25 000 kW.
Přívod energie do obytných objektů měl obrovský psychologický význam. Ve druhé zimě obležení si obyvatelé Leningradu mohli každý den na dvě hodiny zapnout 40 W žárovku a energii, získanou příjmem potravin, ušetřit použitím dopravního prostředku.  
V létě 1942 bylo na přibližné trase Kabelu života svařeno na dně jezera i potrubí o průměru 100 mm, schopné město zásobovat kapalným palivem o průtoku 300 t denně.
Přenos energie z vodní elektrárny byl po zamrznutí hladiny jezera posílen ještě o tzv. Ledovou linii, kterou tvořily sloupy zamrzlé přímo v ledu, nesoucí vedení 35 kV asi 15 km severněji od trasy kabelu. Po úspěšné vojenské akci Jiskra mohlo být toto vedení před táním ledu přemístěno na území vybojovaného zemního koridoru a vedeno pomocí sloupů z rozbitého železničního mostu přes řeku Něvu. Většinu těžkých prací při pokládce kabelu i při budování Ledové linie vykonávaly ženy a dívky od 14 let.
Krátce po osvobození města v lednu 1944 byl kabel vyzdvižen ze dna jezera a použit v podzemí Leningradu, většina je uložena pod Něvským prospektem. Ukázky Kabelu života jsou atraktivní součástí sbírky Muzea blokády Leningradu i Muzea Volchovské elektrárny.  

## Vojenská výroba v obleženém Leningradu

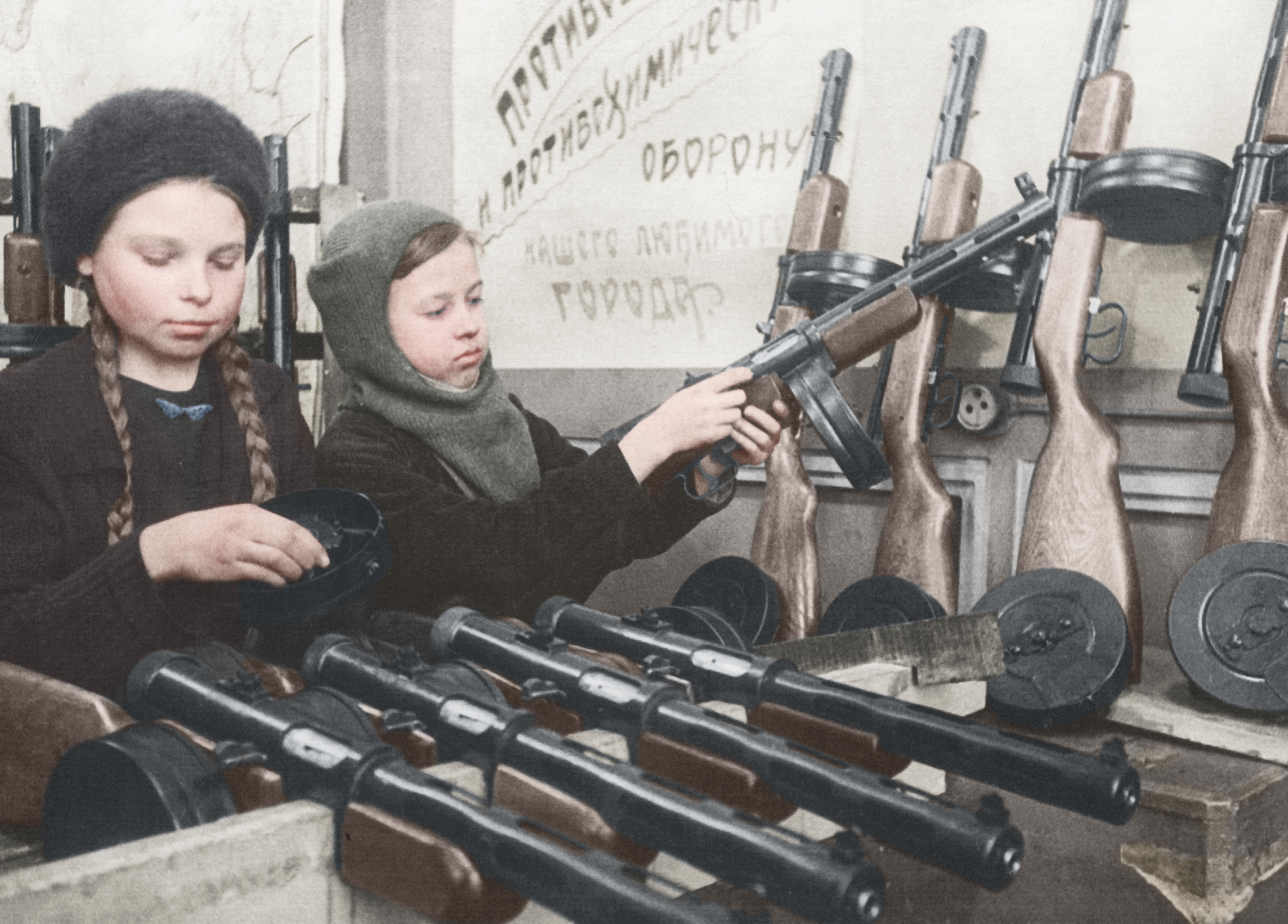
Kolorovaná fotografie dívek sestavujících samopaly v obleženém městě v roce 1943

Během blokády ve městě probíhala intenzivní výroba vojenského materiálu. Jen během druhého pololetí roku 1941 dodaly leningradské výrobní podniky na frontu 713 tanků, více, než 3000 pěchotních a protitankových děl, více, než 10300 minometů, 480 obrněných vozidel, 58 obrněných vlaků. Od července do prosince 1941 tam bylo vyrobeno a dodáno na frontu více, než  3000000 dělostřeleckých nábojů a min, či  40000 raket do salvových minometů. Výroba v Leningradě pokrývala 10 % celé sovětské výroby dělostřelecké výzbroje, 23,5 % minometů a téměř 15 % tanků. V Leningradě bylo za toto období vyrobeno 52 % všech min a 68 % dělostřeleckých nábojů. 
Vojenská produkce leningradských podniků nesloužila pro potřeby leningradského frontu, ale její část byla odesílána pod Moskvu(400 děl a houfnic, 1000 minometů všech ráží, téměř 40000 protitankových nábojů). Objem produkce neustále narůstal. Například během roku 1942 bylo v Leningradě vyrobeno 60 tanků, 692 houfnice, více, než 1500 minometů a přes 40000 ručních palných zbraní. Mimo jiné bylo vyrobeno a spuštěno na vodu 38 bojových plavidel (Včetně dvou minolovek, jedné ponorky či šesti rychlých torpédovek). Vyrobeno bylo 827155 kusů dělostřelecké munice a 861300 min.    

## Německý pokus o úplné obklíčení

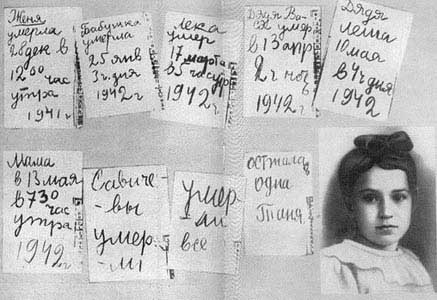
Deník jedenáctileté Taťjany Savičevové, která psala o úmrtí členů své rodiny a kamarádů

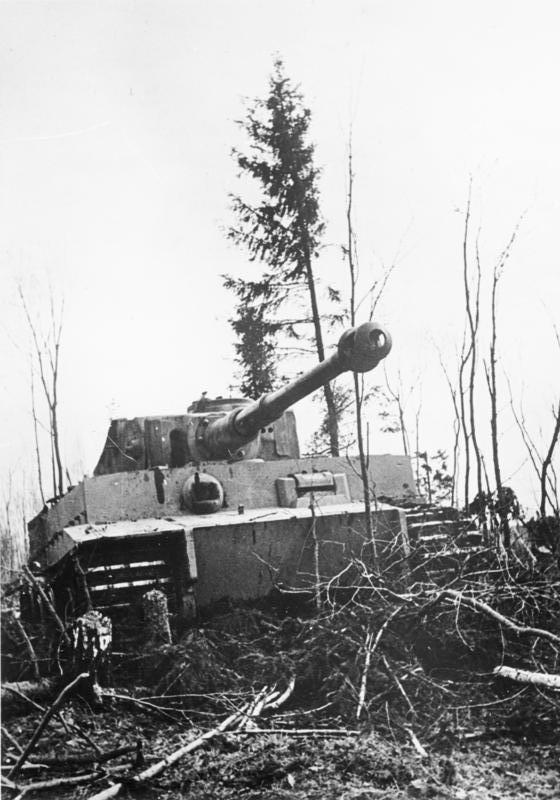
U Leningradu byl poprvé nasazen Tiger

Německé vrchní velení ale nemělo Leningrad zcela obklíčen. Velké překážky - jezera, toky řek a bažiny, které v létě pomáhaly německé obléhací armádě, se v zimě, když Ladožské jezero a řeka Něva zamrzly, staly dobrými dopravními cestami a tedy obrovskými dírami v obkličovací frontě. Těmito dírami pak bylo možné město stále zásobovat. Komisař pro obranu Ždanov nechal po příchodu zimy vybudovat na ledě Ladožského jezera „Silnici života“, silnici a železniční přípojku k Murmanské dráze. Po této ledové dráze bylo město zásobováno z východního břehu jezera. Německý obkličovací prstenec tedy rozbil bez boje „generál Mráz“. Skupina armád Sever proto zahájila k uzavření této zimní mezery rozsáhlou Tichvinskou operaci. Jejím cílem bylo obklíčit i Ladožské jezero a uzavřít Leningrad na východ od jezera. Plán byl takový, že Finové překročí od severu řeku Svir a poté si východně od jezera podají ruce se 16. německou armádou.
39. tankový sbor se vydal 15. října s 12. a 8. tankovou a s 18. a 20. pěší (motorizovanou) divizí z volchovských předmostí, přes tuto velkou řeku na cestu směrem na východ. Prvním cílem byl Tichvin. Němci zde měli přerušit poslední železniční spojení z Vologdy do Leningradu. Po dalším postupu měli dosáhnout řeky Svir a setkat se s Finy a tím by bylo obklíčení Leningradu i Ladožského jezera dokončeno. Sovětské velení ale poznalo, že smělá německá tanková operace má za cíl spojení s Finy na severu. Stalin proto nasadil proti Němcům další sibiřské divize. Německý 39. tankový sbor nemohl v té hrozné pustině své postavení udržet proti neustálým útokům sibiřských úderných skupin. Generál von Arnim, Schmidtův nástupce, proto svoje divize stáhl na Volchov. Ani otužilí Finové, kterým klima severoruské tajgy bylo důvěrně známé, přes Svir nepřešli.
Když byly zcela vyčerpané zbytky 39. tankového sboru 22. prosince 1941 při 52 stupních mrazu převezeny přes Volchov, měly za sebou strašné dobrodružství. Jen samotná slezská 18. pěší (motorizovaná) divize při něm ztratila 9 000 mužů. Její bojová síla činila k tomuto dni 741 mužů. Jak se tento boj o Tichvin podepsal na bojové síle jednotek, to demonstruje osud 3. praporu 30. pěšího (motorizovaného) pluku. Při pochodu z Čudova do Tichvinu ztratil za mrazu -40 stupňů 250 mužů, polovinu své bojové síly. Většinu z nich kvůli omrzlinám. Fronta mezi Leningradem a Volchovem se stala trvalým ohniskem nebezpečí pro německou východní frontu. To vše bylo pravděpodobně výsledkem toho, že bylo ustoupeno od dobytí Leningradu. Byl to výsledek snahy dobýt příliš mnoho na příliš mnoha místech najednou. Důsledkem pak bylo, že Adolf Hitler v roce 1941 nedosáhl svoje operační cíle ani na severu, ani na střední frontě. Leningrad i Moskva zůstaly pro Němce nedobytné.

## Sovětské protiútoky

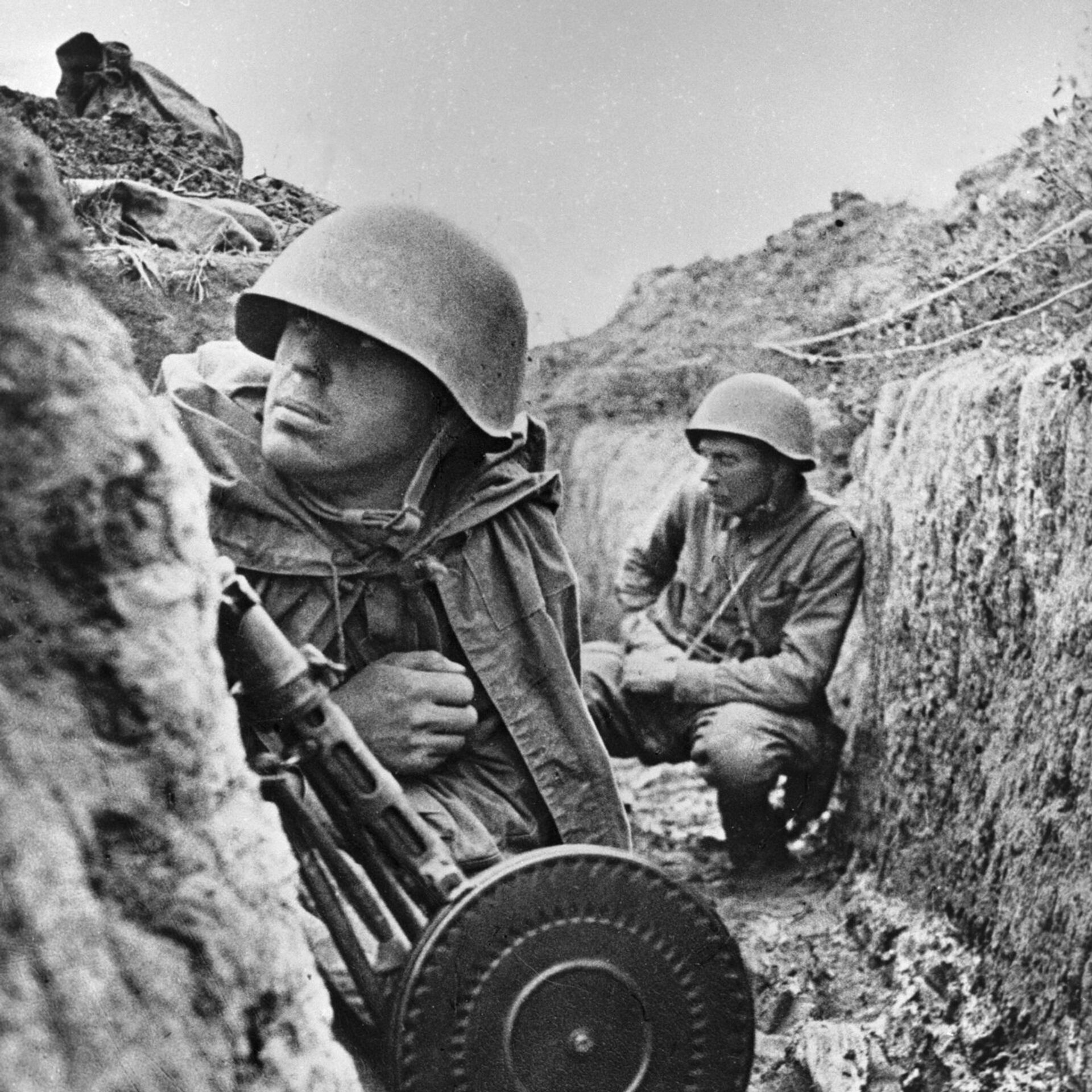
Sovětští vojáci v zákopu před Leningradem, září 1941

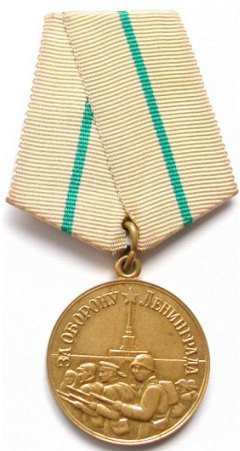
Medaile za obranu Leningradu

Pro rok 1942 stanovilo německé vrchní velení na tomto úseku fronty několik primárních cílů: 1/ Zmocnit se Leningradu, i když již nikoliv přímým útokem pro nějž chyběly síly, ale blokádou. 2/ Definitivně vyřadit letectvem Baltské loďstvo. 3/ Posílit blokádní postavení ve Finském zálivu před Kronštadtem tak, aby sovětské loďstvo, zejména ponorky, nemohlo proniknout na otevřené moře.
Ani sovětské velení však nezahálelo. V lednu roku 1942 se Rudá armáda pokusila zaútočit na německé jednotky v prostoru Volchova a dostat tak město z kleští. Sovětský útok začal poměrně dobře, ovšem jednotky Wehrmachtu posílené o vojska Waffen-SS nakonec převzaly iniciativu a sovětské jednotky obklíčily. Při tomto německém vítězství byl zajat sovětský generál Andrej Andrejevič Vlasov. Dílčí boje pokračovaly i v průběhu roku 1942, ale bez výrazných posunů na frontě. V roce 1943 se pokusila Rudá armáda pod velením G. K. Žukova dostat Leningrad z kleští znovu a začala podnikat protiútoky. První z nich se uskutečnil 13. ledna 1943 v rámci sovětské Operace Jiskra. Němci byli nuceni vyklidit jižní břeh Ladožského jezera u Šlisselburgu a Rudé armádě se po urputných bojích podařilo prolomit blokádu pouze v úzké šíji ne širší než 20 kilometrů. Do Leningradu byla v tomto úzkém koridoru urychleně vybudována provizorní silnice i železnice, která byla 6. února 1943 uvedena do provozu. Díky ní se zvětšil příděl chleba pro dělníky z 250 g na 600 g a pro ostatní obyvatelstvo ze 125 g na 400 g na hlavu. Rudé armádě se však podařil dobýt právě jen tento úzký pás země, který byl ohrožován nepřátelským odstřelováním. Proto se sovětské vrchní velení rozhodlo k dalším útokům, které však kvůli silnému německému opevnění a vysokým ztrátám ztroskotaly. Ofenzíva byla proto koncem března 1943 ukončena a do konce roku probíhaly pouze dílčí místní boje. Konečnou ofenzívou, díky níž došlo k definitivnímu prolomení blokády Leningradu, byla Leningradsko-novgorodská operace. Ta začala ve stejný den, jako ofenzívy v roce 1942 a 1943, tedy 13. ledna. V noci z 13. na 14. ledna 1944 zahájila Rudá armáda mohutnou dělostřeleckou přípravu, po které následoval útok tankových a mechanizovaných vojsk za masívní podpory letectva na vojska německé skupiny armád Sever. 27. ledna 1944 pak došlo ke konečnému prolomení fronty v důležitých komunikačních uzlech a blokáda Leningradu tak byla definitivně prolomena.

## Blokáda jako akt genocidy
Petrohradská prokuratura podala 8. září 2022 městskému soudu návrh na uznání blokády Leningradu za válečný zločin, zločin proti lidskosti a za genocidu sovětského lidu. Petrohradský městský soud 20. října návrhu vyhověl a uznal blokádu Leningradu vojsky nacistického Německa a jeho spojenců v letech 1941–1944 za genocidu. Během procesu svědectví podali čtyři obyvatelé obleženého města a bylo slyšeno dvanáct odborníků z různých vědeckých, vzdělávacích a muzejních organizací, mezi nimi historici z Ruské akademie věd, Státního muzea obležení Leningradu a z Petrohradské státní univerzity. Diplomatickou nótou z 28. února 2024 Rusko vyzvalo Německo, aby oficiálně uznalo obléhání Leningradu za genocidu.